# Batrachostomus
Batrachostomus is een geslacht van vogels uit de familie uilnachtzwaluwen (Podargidae). 

## Soorten
Het geslacht kent de volgende soorten:
- Batrachostomus affinis  – Blyths kikkerbek
- Batrachostomus auritus  – Grote kikkerbek
- Batrachostomus chaseni  – Palawankikkerbek
- Batrachostomus cornutus  – Maleise kikkerbek
- Batrachostomus harterti  – Duifkikkerbek
- Batrachostomus hodgsoni  – Hodgsons kikkerbek
- Batrachostomus javensis  – Javaanse kikkerbek
- Batrachostomus mixtus  – Borneokikkerbek
- Batrachostomus moniliger  – Ceylonkikkerbek
- Batrachostomus poliolophus  – Sumatraanse kikkerbek
- Batrachostomus septimus  – Filipijnse kikkerbek
- Batrachostomus stellatus  – Goulds kikkerbek